# Hermann Oncken

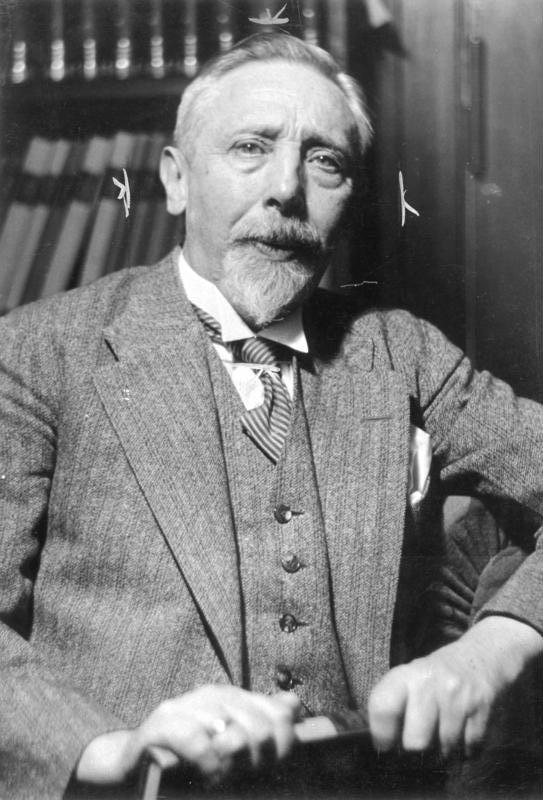
Hermann Oncken w roku 1933.

Hermann Oncken (ur. 16 listopada 1869 w Oldenburgu, zm. 28 grudnia 1945 w Getyndze) – niemiecki historyk, publicysta i polityk.
Studiował w Berlinie i Heidelbergu. Pracował jako archiwista w Oldenburgu. W 1898 r. uzyskał habilitację. Został zatrudniony jako prywatny docent w Berlinie, w 1905 r. gościnnie wykładał w Chicago, w 1906 r. otrzymał profesurę w Gießen, a rok później w Heidelbergu.
Działał w szeregach partii narodowo - liberalnej. Od 1915 r. zasiadał w parlamencie badeńskim. Po I wojnie światowej współpracował z księciem Maxem von Baden i Maxem Weberem przy pertraktacjach pokojowych i tworzeniu republiki weimarskiej. Od 1923 r. pracował na uniwersytecie w Monachium, zaś od 1928 w Berlinie. W 1935 r. przymusowo urlopowany przez nazistów.
Zajmował się dziejami XIX - wieku. Napisał: Lasalle. Zwischen Marx und Bismarck (1904); Rudolf von Bennigsen (1910); Die Rheinpolitik Kaiser Napoleons III (1926); Das Deutsche Reich und die Vorgeschichte des Weltkrieges (1927). Do jego uczniów należeli: Egmont Zechlin, Wolfgang Hallgarten i Walter Frank.
Po 1918 i odzyskaniu przez Polskę niepodległości, wspierał niemieckie roszczenia do byłej tzw. prowincji pruskiej.